# Oriol Paulí i Fornells
Oriol Paulí i Fornells   (Girona, 20 de maig de 1994) un jugador de bàsquet professional català que juga al Força Lleida.

## Trajectòria
És fill de Joan Paulí, qui va ser també jugador de bàsquet, i tots dos van ser entrenats per Aíto García Reneses: un sent jugador del Círcol Catòlic de Badalona i l'altre de l'Herbalife Gran Canaria, amb trenta-sis anys de diferència.
El novembre de 2017 va jugar el seu primer partit oficial amb la selecció espanyola absoluta, en un partit contra Montenegro classificatori pel Mundial de la Xina de l'any 2019. La selecció espanyola, dirigida per Sergio Scariolo, va presentar una formació de circumstàncies, davant la negativa de l'NBA i els equips de l'Eurolliga a cedir els seus jugadors en desacord amb el calendari fixat per la FIBA.
El febrer de 2021 va formar part de la llista de 13 jugadors seleccionats per Sergio Scariolo amb la selecció espanyola de bàsquet per disputar els darrers partits de classificació pel Campionat d'Europa de bàsquet de 2022